# Gottfried Widmer
Gottfried Widmer (* 10. August 1890 in Bern; † 8. Februar 1963 ebenda) war ein Schweizer evangelischer Theologe, Hochschullehrer und Orientalist.

## Leben
Widmer besuchte das Gymnasium in seiner Heimatstadt Bern. Anschliessend studierte er an den Universitäten Bern, Paris und Leipzig. Nach dem theologischen Staatsexamen wurde Widmer 1914 als Verbi divini minister ordiniert und zwei Jahre später an der Universität Bern promoviert.
Im Jahr 1918 erhielt er eine Pfarrstelle in Bätterkinden im Kanton Bern, die er bis 1956 innehatte.
Im Jahr 1928 habilitierte sich Widmer an der Universität Bern und wurde dort Privatdozent für semitische Philologie. Er beherrschte und unterrichtete Hebräisch, Aramäisch, Syrisch sowie die klassische arabische Sprache und Literatur. In den Jahren 1929 bis 1960 gab Widmer 119 Vorlesungen. Im Jahr 1945 wurde er zum ausserordentlichen Professor berufen. Neben Aufsätzen verfasste er Übersetzungen zeitgenössischer arabischer Autoren, die er teilweise persönlich kannte.
Gottfried Widmer war verheiratet und hatte drei Kinder. Er starb am 8. Februar 1963 in Bern.

## Veröffentlichungen (Auswahl)
- Der lexikalische Ertrag der Konjekturalkritik von Jessaja Kap. 1-12 (Dissertation). Drugulin, Leipzig 1916.
- Hebräische Wechselnamen. In: Zeitschrift für die alttestamentliche Wissenschaft. Beiheft zur Zeitschrift für die alttestamentliche Wissenschaft (BZAW). Band 41. Giessen 1925.
- Versuch einer Erklärung der verschiedenartigen Überlieferung einzelner Namensformen im Alten Testament (Habilitationsschrift). Haag-Drugulin, Leipzig 1932.
- Ideen und Gestaltungen in den islamischen Ländern des modernen Orients. In: Schweizerische Theologische Umschau. 8. Jahrgang, Nr. 1, März 1938, S. 1–10.
- Die Kommentare von Raschi, Ibn Esra, Radaq zu Joel. Eine Einführung in die rabbinische Bibelexegese. Lewin, Basel 1945.
- Der Islam. In: Eugen Jehuda Messinger, Hans Schär, Martin Werner: Ausserchristliche Weltreligionen. 6 Vorträge. Stämpfli, Bern 1954.

Übersetzungen
- Maḥmūd Taimūr: Ägyptische Erzählungen. Deutsche Gesellschaft für Islamkunde, Berlin 1932.
- Der ʿirāqische Dichter Ǧamīl Ṣidqī az-Zahāwī aus Baghdād. Deutsche Gesellschaft für Islamkunde, Berlin 1935 (Festgabe für Ignati J. Kratschkowski).
- Emir Shakib Arslān: Übertragungen aus der neuarabischen Literatur. Deutsche Gesellschaft für Islamkunde, Berlin 1937.
- Ibrāhīm al-Muwailiḥī: Der Spiegel der Welt. Beiträge zur neuarabischen Literatur. Brill, Leiden 1953.